# Forsby, Österåker

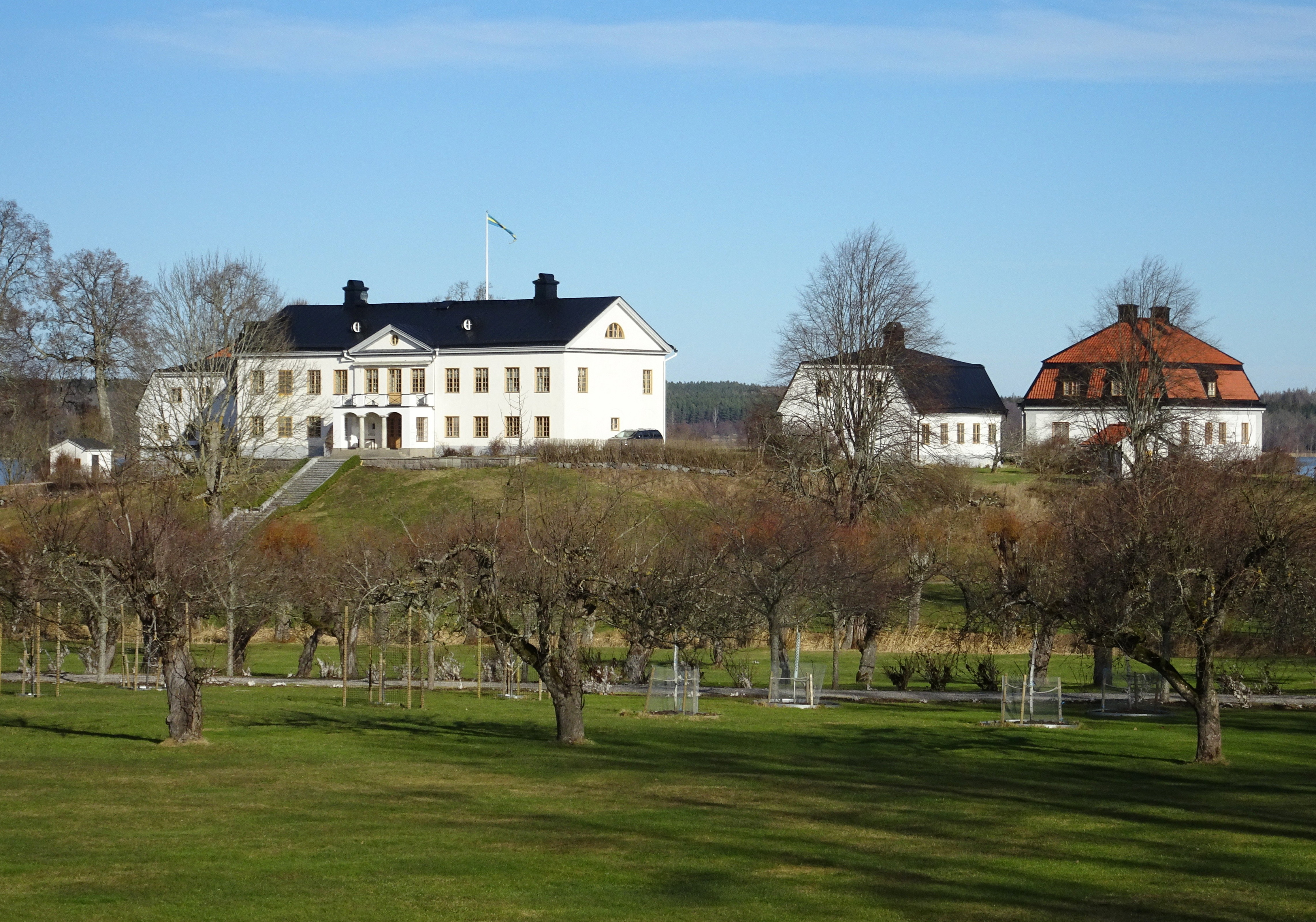
Huvudbyggnad och flyglar, mars 2021.

Forsby är ett gods och ett tidigare säteri i Österåkers socken, Vingåkers kommun, Södermanland. Gården, som är Österåkers största, ligger vid västra stranden av sjön Öljaren.

## Historik

"Forssbys" ägor 1791.

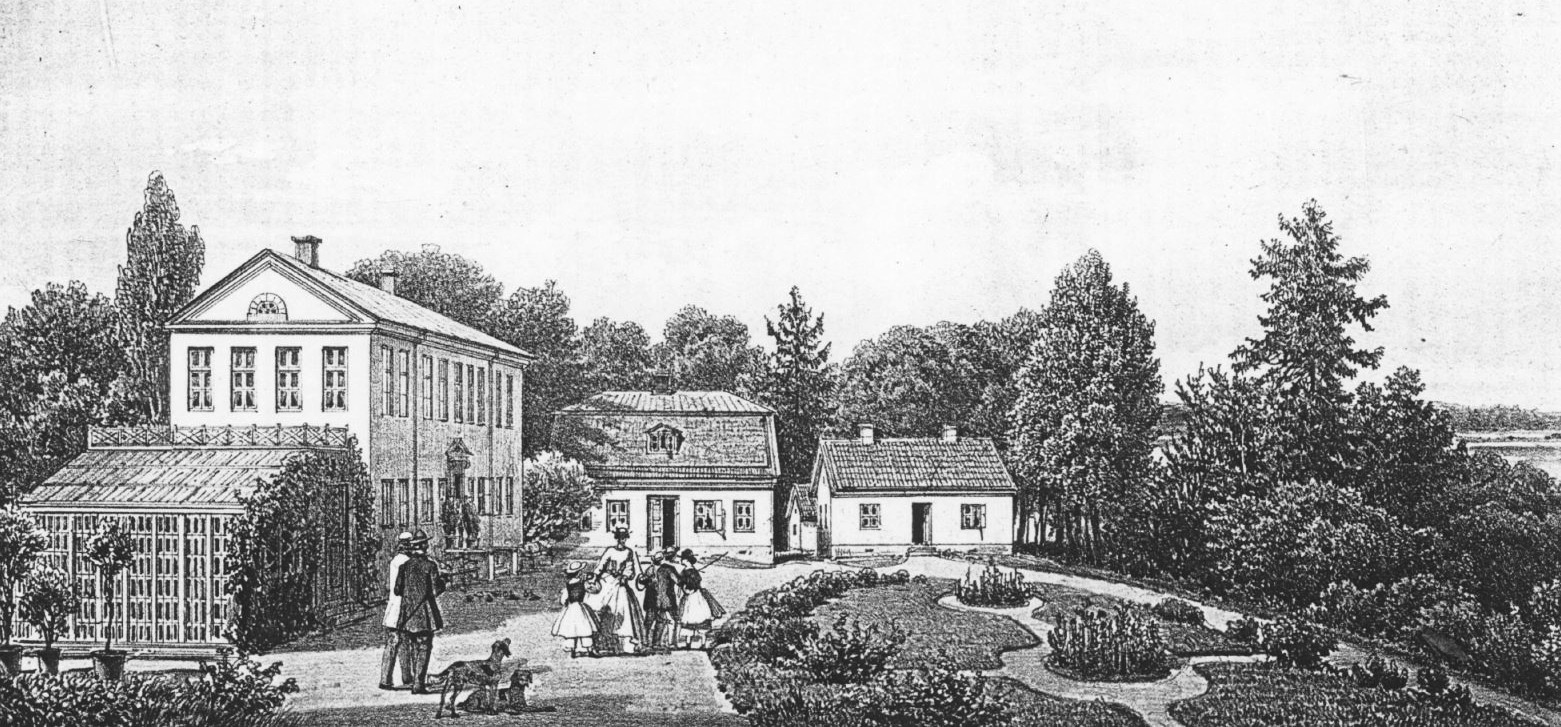
Forsby gård på 1860-talet.

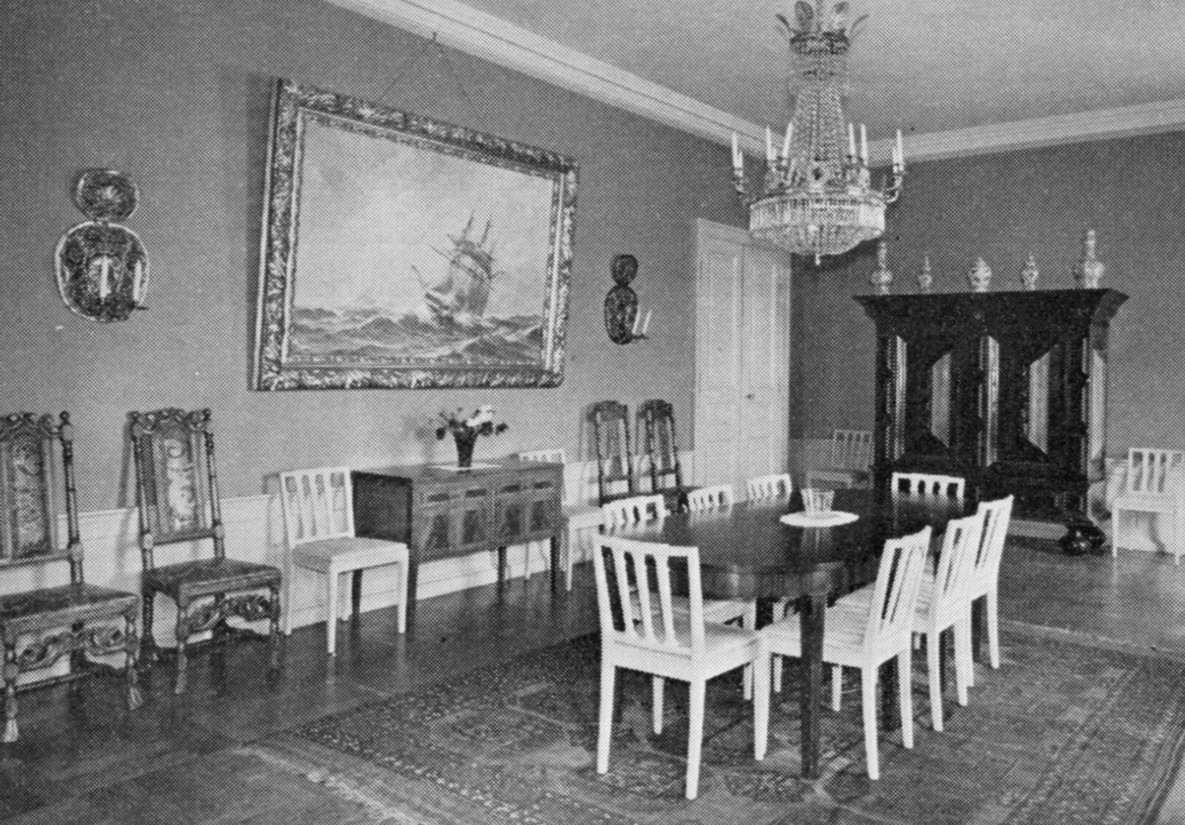
Matsalen, 1967.

Platsen var bebodd redan under järnåldern som flera forntida boplatser och fossila åkrar kan vittna om. Även efterleden -by är typiskt för vikingatiden. Under medeltiden tillhörde Forsby Julita kloster. År 1310 ägdes gården av riksrådet Lars Ulfsson (Stengavel), 1340 av riddaren Anund Sture och 1391 omnämns en laurens aaf forsby. Forsby blev i samband med Gustav Vasas reduktion 1553 indraget till kronan. År 1627 bortgavs det till Melker Wurmbrandt, men ingick 1630 i Eberhard Ehrentreuters förpantning. 
År 1647 förvärvades Forsby från kronan av riksrådet, friherren Paul Khevenhüller. Utöver Forsby ägde han även godsen Julita gård, Äs och Fogelstad. Han avled 1655 och hans arvingar sålde Forsby samma år till Edvard Ehrenstéen som redan året därpå gjorde Forsby till sin sätesgård. Efter hans död 1686 fortsatta hans hustru Catharina (född Wallenstedt, död 1719) att utöka egendomen genom köp av mark. Under Ehrenstéens tid beskrevs gården som ”mycket välbyggd och försedd med goda träd- och hummlegårdar”.
Forsby gick sedan i arv till dottern Margareta (död 1721), gift med greve Nils Gyldenstolpe. Efter Margareta ärvdes gården av sonen Ulric Nils Gyldenstolpe. Han lät bygga det första corps de logi i sten under 1740-talet som återger i stora delar dagens byggnad. Samtidigt ersattes den träbyggnad som stått där sedan Ehrenstéens tid. Efter Ulric Nils död 1768 sannade gården inom släkten Gyldenstolpe till 1790 och övergick sedan till överstekammarherren Adolf Ludvig Stierneld som hade kommit in i släkten Gyldenstolpe genom att 1790 gifta sig med Kristina Charlotta Gyldenstolpe. 
År 1797 sålde han Forsby till den förmögne grosshandlaren från Göteborg, Niclas Holterman (1758-1824). Holterman kom att betyder mycket för Forsbys vidare utveckling, bland annat lät han plantera den tre kilometer långa ekallén som blev en av Sveriges längsta i sitt slag och står i oskadat skick än idag. Under Holtermans tid tillkom även parken och en tillbyggnad av mangården samt de båda inre flygelbyggnaderna. 
Efter Holterman gick gården genom många händer, bland andra bergsrådet Anders von Wahrendorff, Stiernelds son Gustaf Algernon Stierneld, friherre Malcolm Hamilton, Georg Hardar Santesson och därefter hans son argonomen Gunnar Santesson. Den senare lät 1939 avstycka en del av marken åt Skånska Cement som där anlade Forsby kalkbrott med den välkända 41,2 kilometer långa kalklinbanan mellan Forsby och Köping som var i drift mellan 1939 och 1997. Från och med 1947 ägdes Forsby av Gunnar Santessons barn. Då omfattade godset en areal om totalt 1 300 hektar, varav åker 418, skog 760 och övrig mark 122.
Efter 1967 var Allan Söderhjelm ägare, han avled på Forsby 1978. Idag (2017) ägs Forsby av Lars Niklas Lundberg (född 1964). Egendomens areal uppgår (2009) till cirka 340 hektar jord och skog. Utöver konventionell jord- och skogsbruk sysslar man bland annat med djuruppfödning och uthyrningsverksamhet av gårdens byggnader för privata bostäder.

## Bebyggelsen

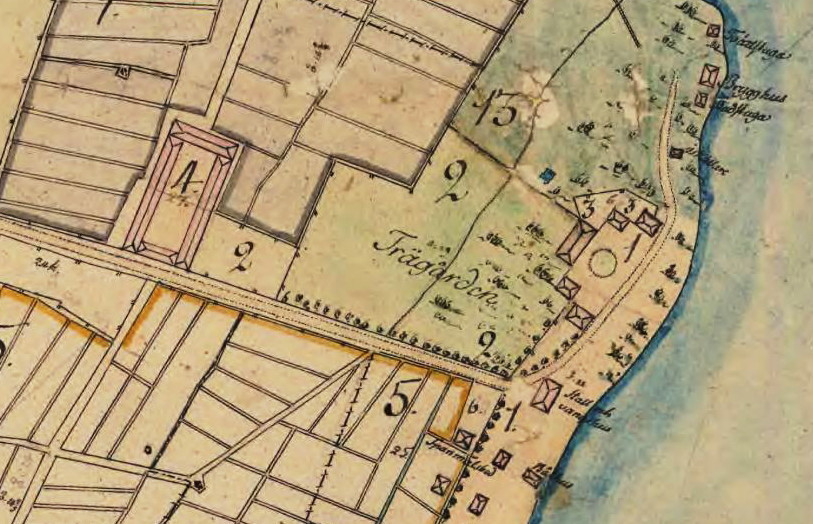
Gårdsbebyggelsen 1791.

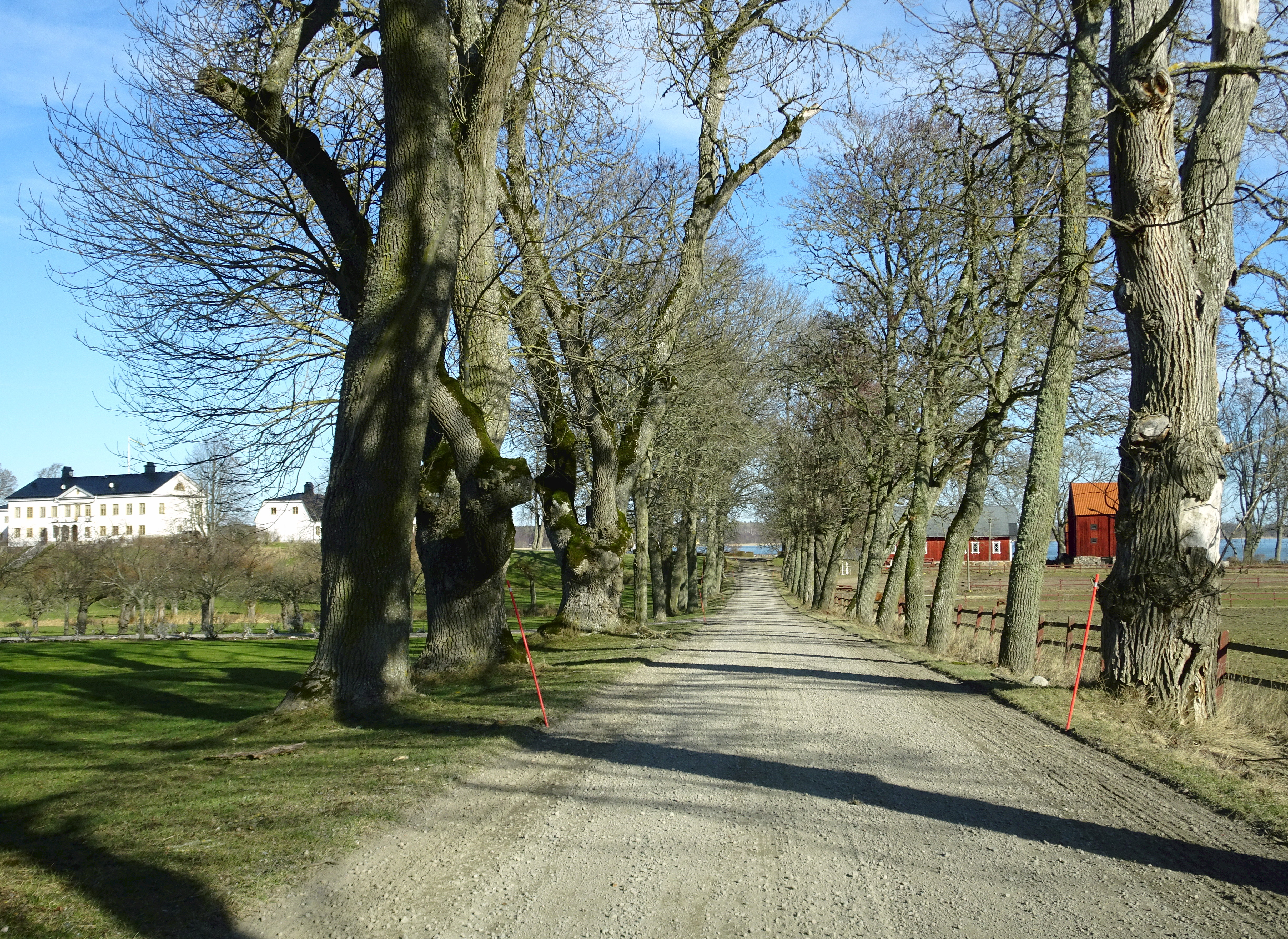
Allén (huvudbyggnaden till vänster).

Gårdens byggnader framgår av en ägomätningskarta från 1791, upprättad av kartografen Jacob Magnét. Bebyggelsen ligger på en höjd vid sjön Öljarens västra strand och består av huvudbyggnaden flankerad av fyra fristående flyglar (nr 1), väster om mangården låg fruktträdgården (nr 2) och norr därom fanns höns- och köksträdgården (nr 3). Längs stranden syns (från norr) tvättstuga, brygghus, badstuga, iskällare, stall med vagnslider, båthus och smedja. Intill den långa allén låg ladugårdsfyrkanten (nr 4), den brann ner 2013 och har 2015 ersatts av en ny stallbyggnad.
Corps de logi är ett stenhus i två våningar under ett sadeltak och innehåller 16 rum. Holtermans tillbyggnad från 1800-talets början har senare accentuerats av två risaliter krönta med frontespiser. Ett fotografi från 1906 visar en rik utsmyckat fasad med listverk och pilaster i neoklassicismens stilriktning. Dessa detaljer har vid en senare ombyggnad tagits bort. Det inre flygelparet tillkom under Holtermans tid, medan de yttre byggdes efter ritningar av arkitekt Isak Gustaf Clason när Santesson var ägare. Samtliga fyra flygelbyggnader är redovisade på Magnéts karta från 1791 och är förmodligen senare inritade. Gällande interiören kan nämnas matsalen som restaurerades i mitten av 1930-talet efter ritningar av slottsarkitekten Ove Leijonhufvud. Han ritade även matbordet, stolarna och byffén i moderniserad gustaviansk stil.
År 1901 fick godset egen ångkraftstation med fast ångmaskin om cirka 45 hk och en ångpanna, allt inrymt i ett maskinhus av tegel. Ångmaskinen drev bland annat en gröpkvarn med två kvarnstenar, en såg, en hyvel och ett el-kantverk. Sågen drevs för godsets eget behov.

## Ägarelängden
- 1330: Riddaren och Riksrådet Laurentz Ulfson (Stengafvel)
- 1330-1527: Säby (Julita kloster)
- 1527-1560: Kronan (Gustaf Vasa)
- 1561-1569: Erik XIV
- 1569-1597: Carl IX
- 1611: Hertig Carl Filip av Södermanland
- 1622: Gustaf II Adolf
- 1622: Änkedrottning Christina av Holstein
- 1625: Gustaf II Adolf
- 1632: Drottning Christina
- 1647-1655: Riksrådet och Friherren Paul Khewenhüller
- 1655-1658: Kammarherren och Friherren Paul Khewenhüller dy
- 1658-1662: Friherre Bartolomeus Khewenhüller
- 1662-1664: Friherrinnan Regina Khewenhüller
- 1664-1686: Kungliga rådet Edvard Ehrensteen
- 1686-1719: Änkan Catharina Ehrensteen, född Wallenstedt
- 1719-1721: Grevinnan Margareta Gyldenstolpe, född Ehrensteen. Dotter till Edvard E och Catarina W.
- 1721-1768: Greve Ulrik Nils Gyldenstolpe. Son till Nils Gyldenstolpe och Margareta G. född E.
- 1768-1790: Exellensen och Greve Nils Filip Gyldenstolpe. Son av ovanstående?
- 1790-1798:Friherre Adolf Louis Stierneld
- 1798-1824: Bankiren Nichlas Holterman
- 1824-1825: Maria Charlotta Holterman. (Brorsdotter till Nichlas H). Gift med Bergsrådet Anders von Wahrendorff
- 1825-1835: Överste Kammarjunkare Friherre Gustaf Adolf Stierneld. Son till Adolf Louis S.
- 1835-1841: Överhofstallmästare Friherre Ferdinand Braunerhjelm
- 1841-1860: Kapten Fredrik August Sterky
- 1860-1864: Grosshandlare G Granström
- 1864-1867: Kapten Fredrik August Sterky. Återköpte godset.
- 1867-1873: Grosshandlare Jacob Fischer
- 1873-1878: Friherre Malkom Hamilton  (X)
- 1878-1898: Löjtnant Ernst Theodor Grönwal
- 1898-1918: Hardar Santesson
- 1918-1947: Gunnar Santesson. Son till Hardar Santesson.
- 1947-1967: Bernt, Britta, Karin, Margit Santesson. Barn till Gunnar Santesson.
- 1967: Allan Söderhjelm
- 2007: Lars Niklas Lundberg, förvaltas av  Forsby Properties Aktiebolag[1]

### Nutida bilder

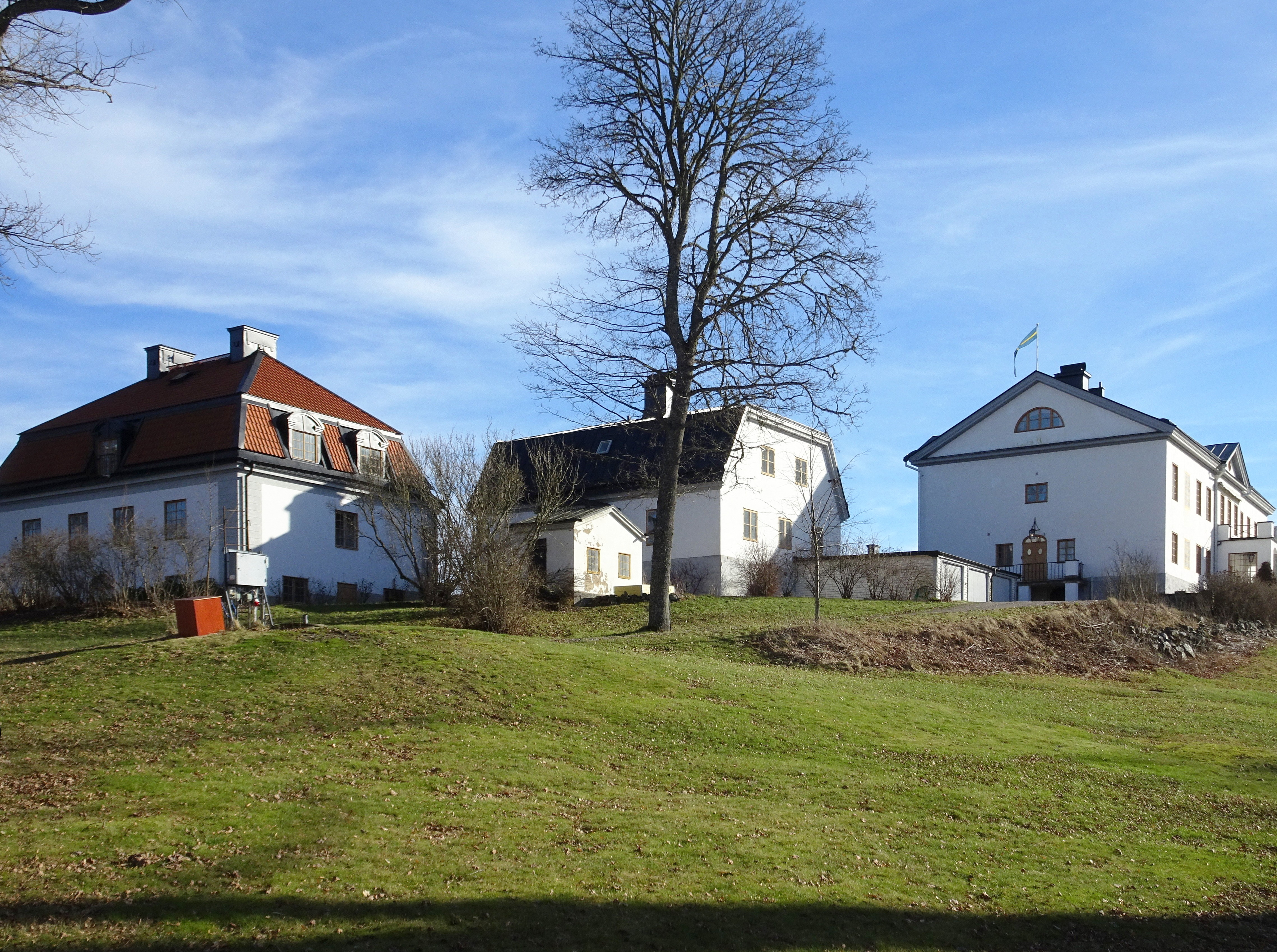
Norra flygelparet
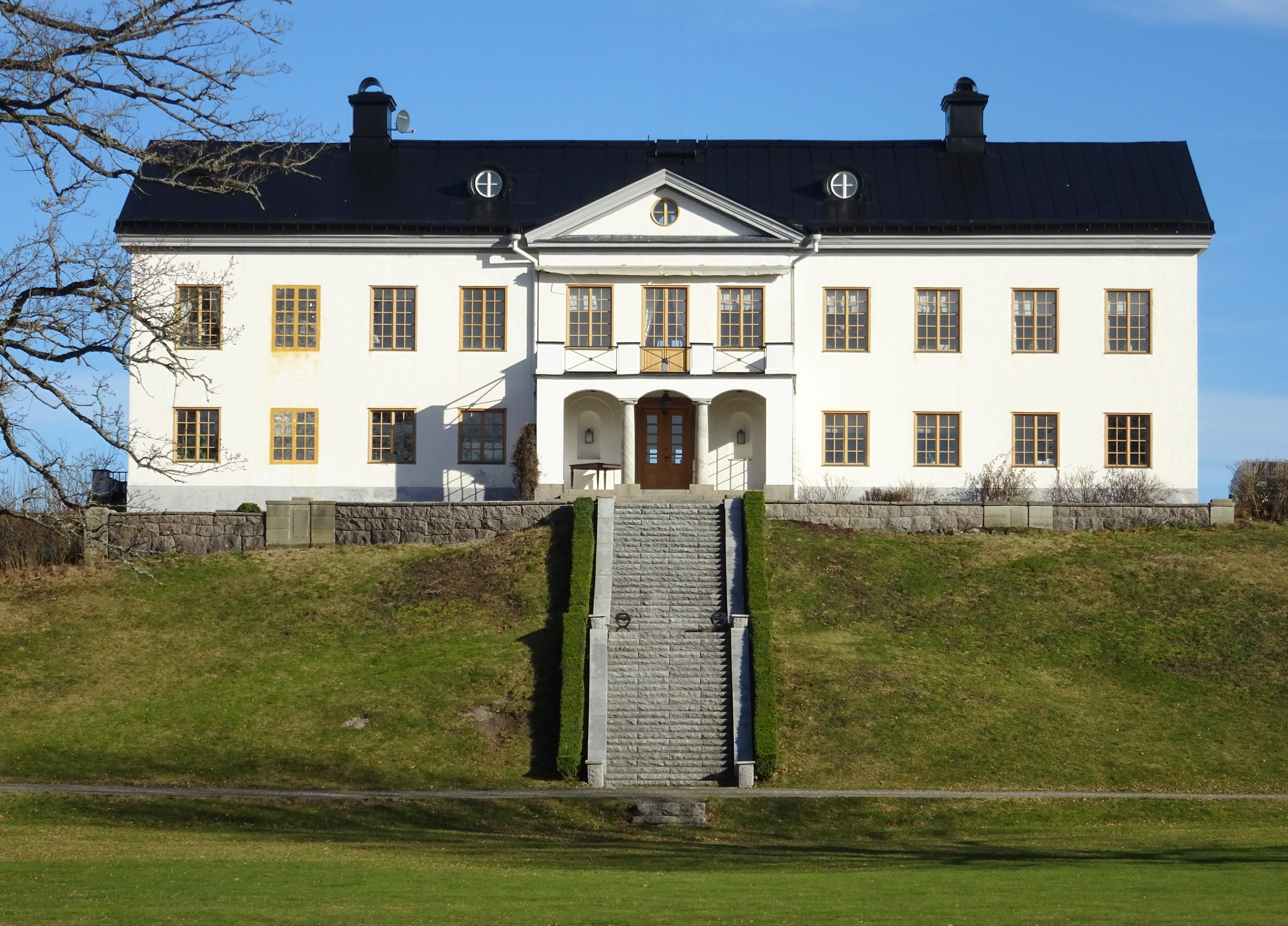
Huvudbyggnaden.
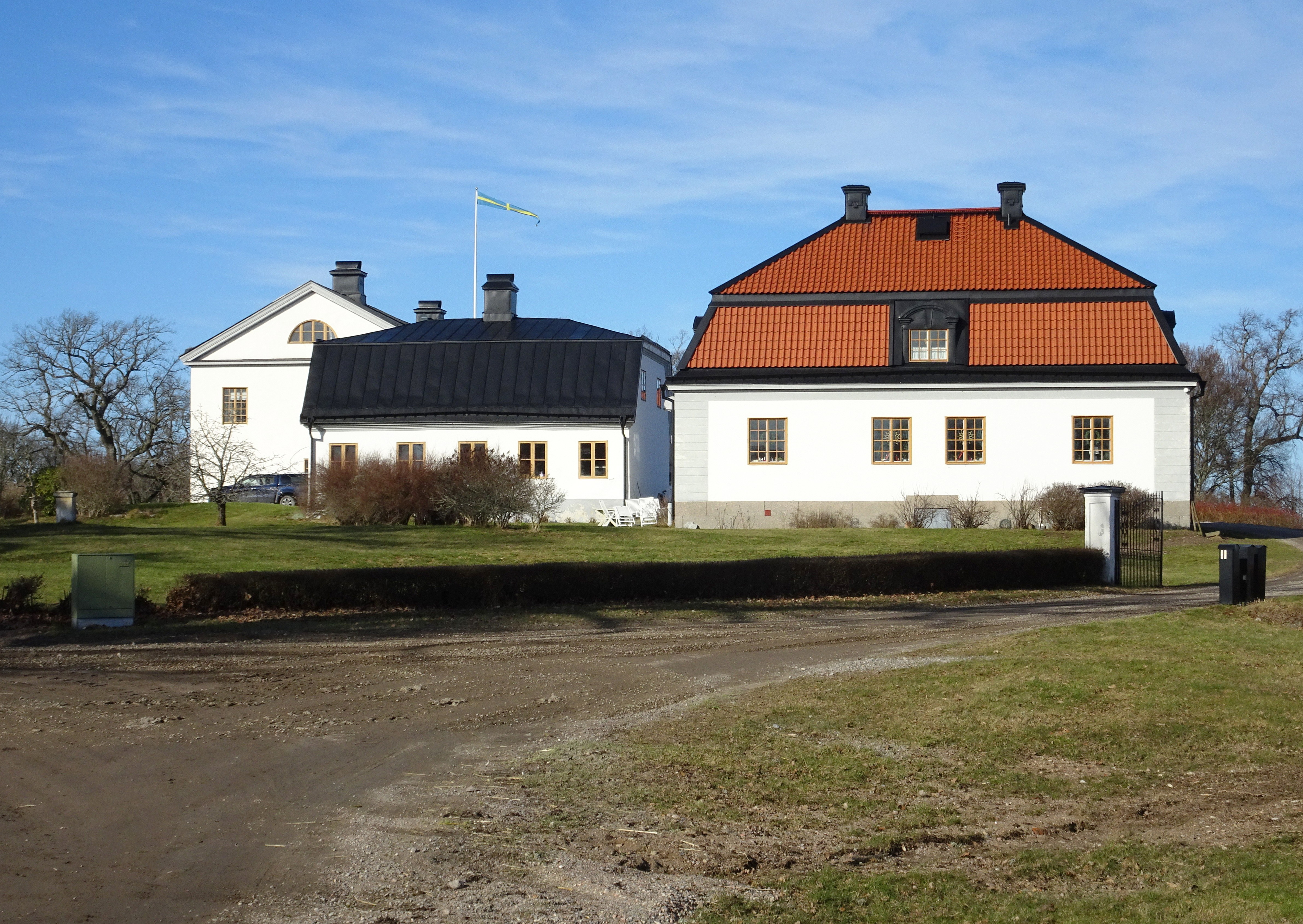
Södra flygelparet.
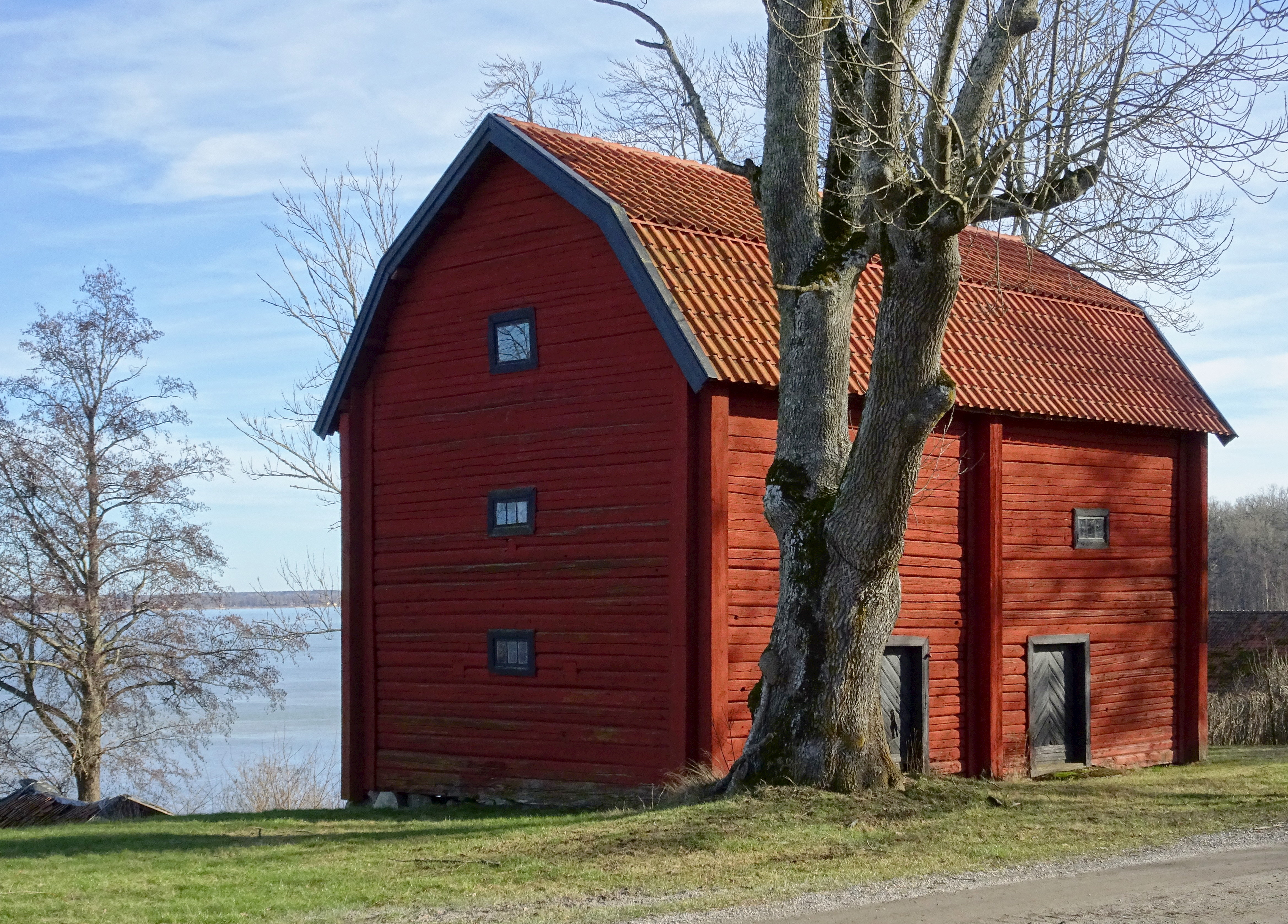
Magasin.
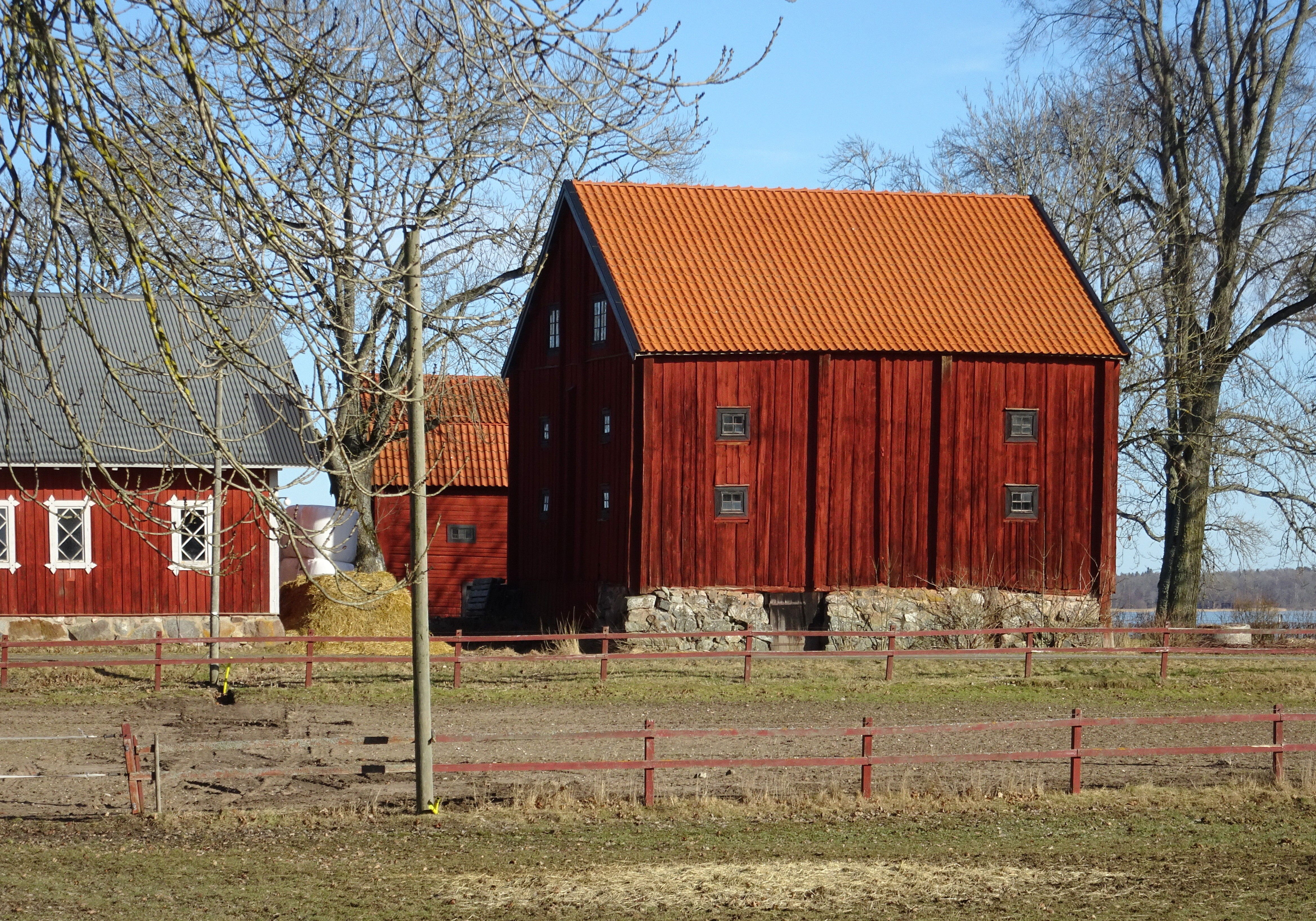
Magasin.

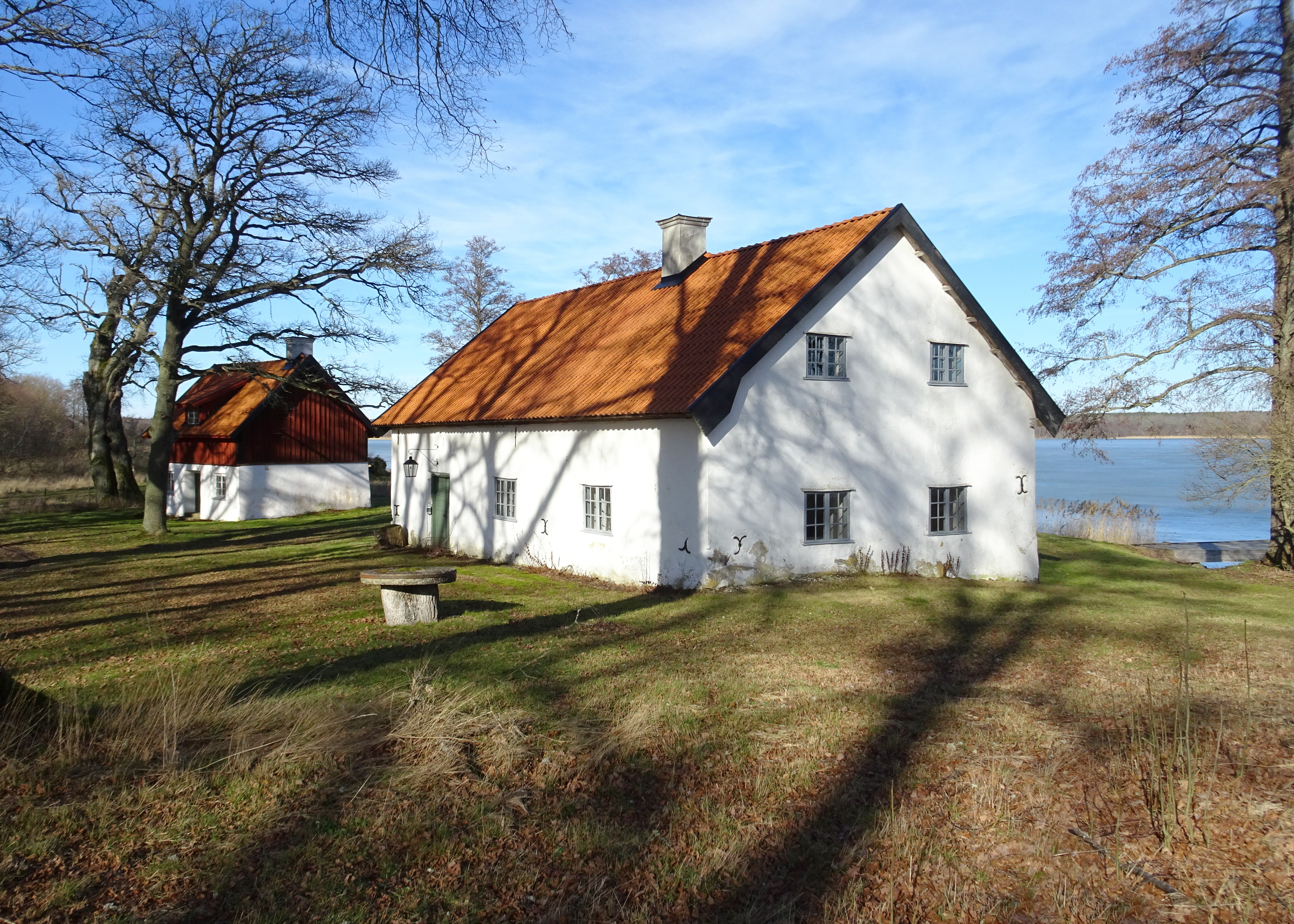
Brygghus och tvättstuga.
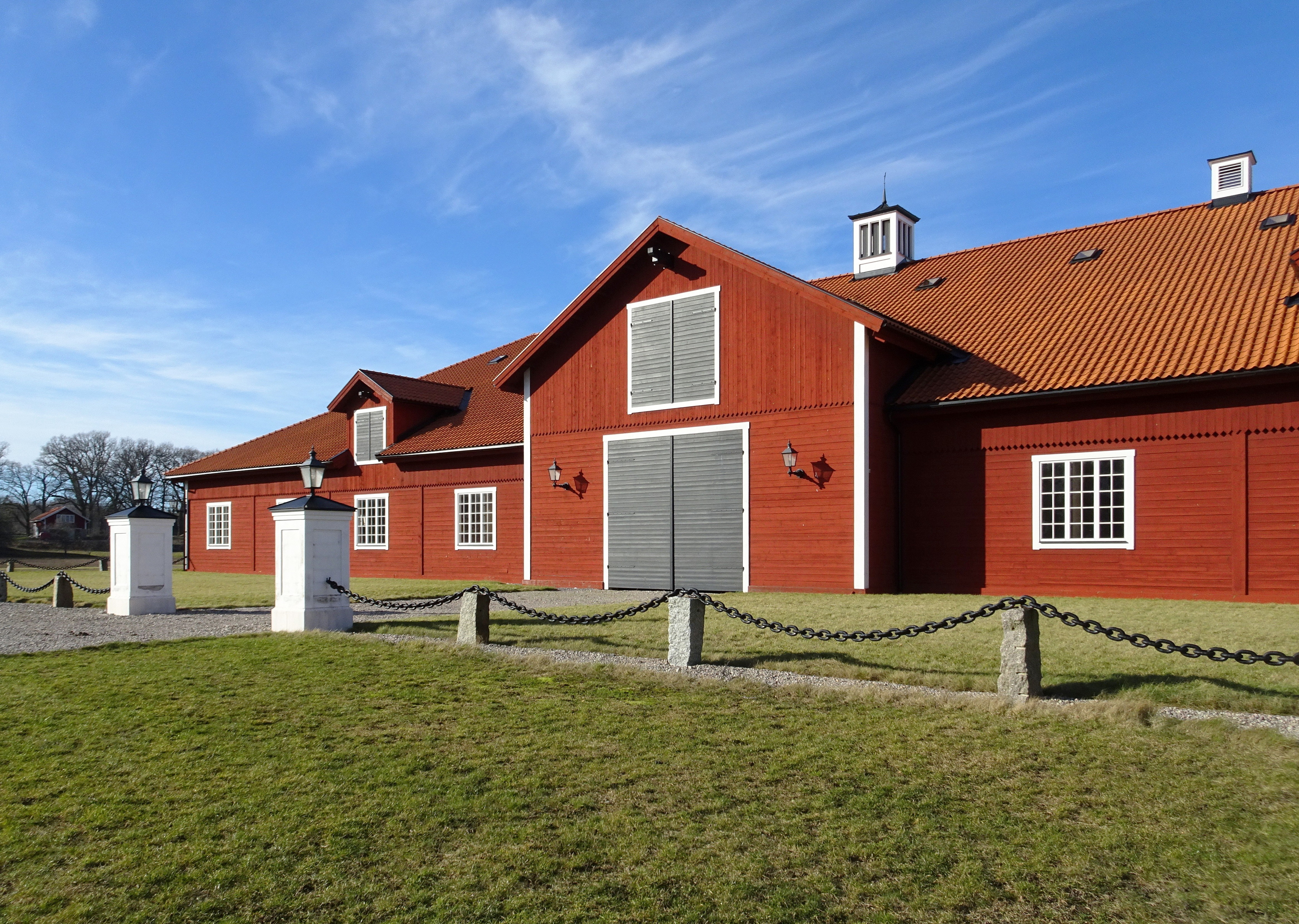
Nya stallbyggnaden.
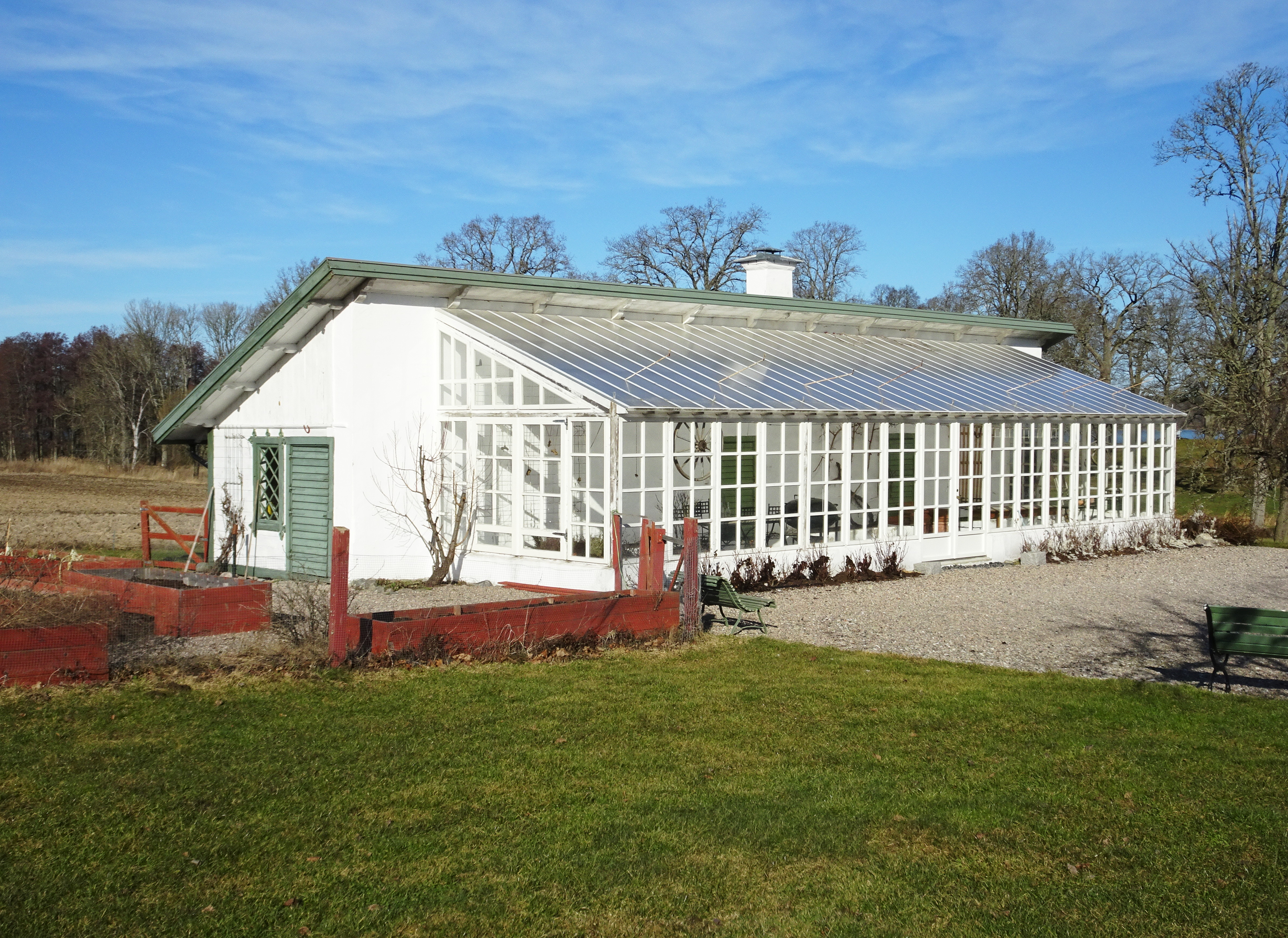
Orangeriet.
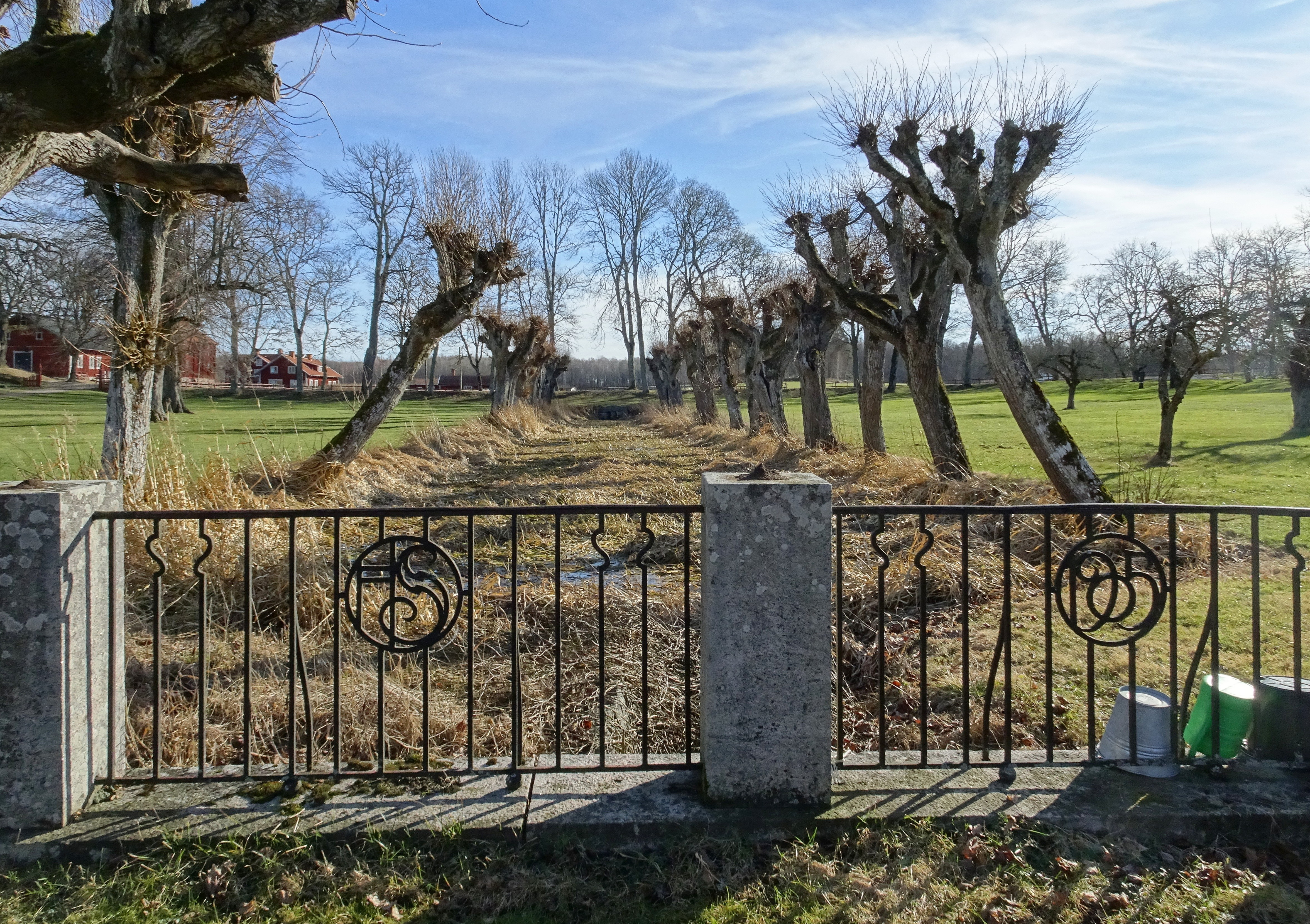
Dammen i trädgården.
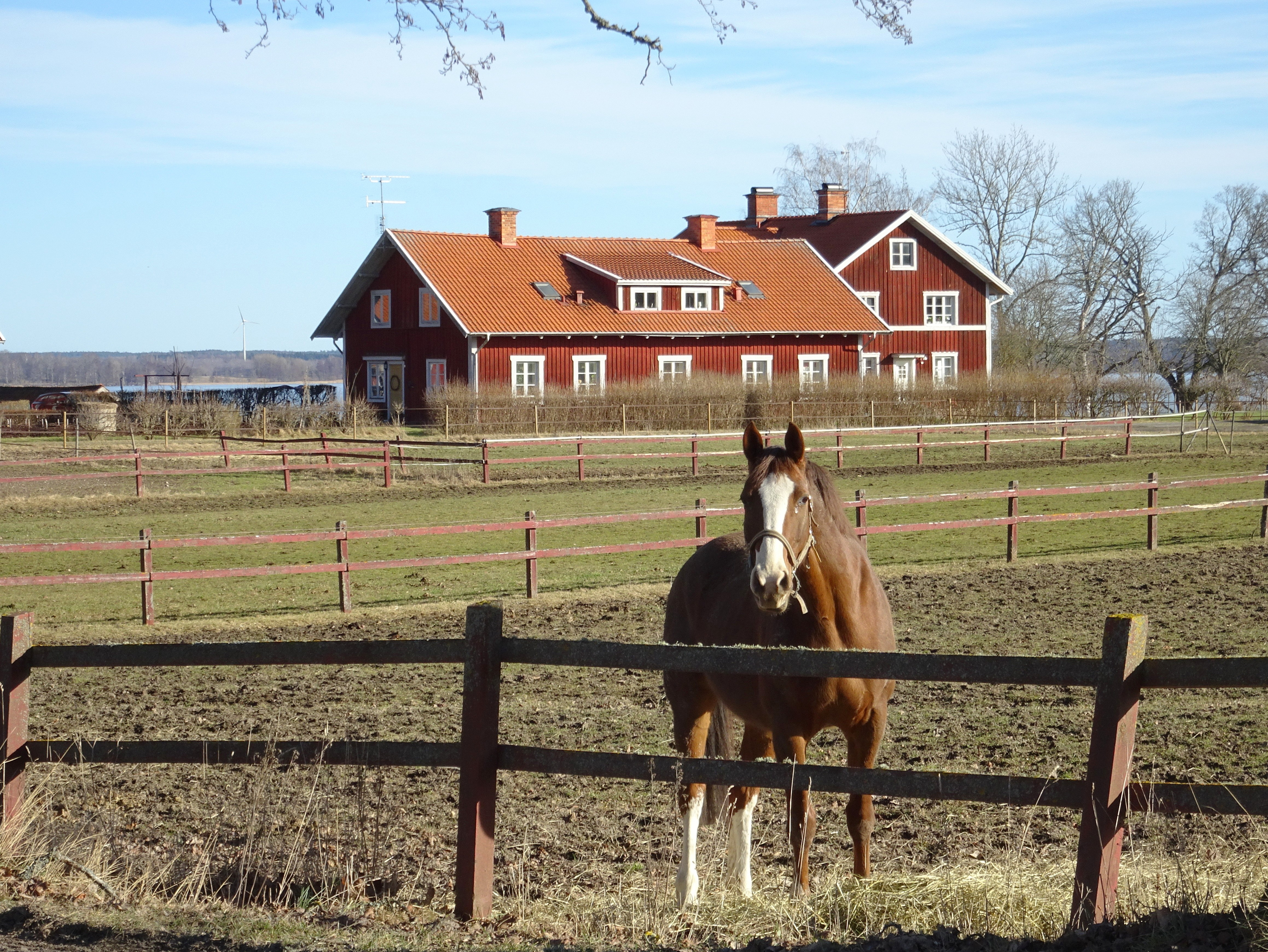
Hästhagen.